# 冯铉
冯铉（1915年5月—1986年1月16日），江苏武进人，中华人民共和国政治人物。

## 生平
1931年加入少年共产国际，哈尔滨电车工人出身，参加领导过哈尔滨电车工人罢工。1933年，组织派遣赴苏联莫斯科列宁学院学习。之后1936年回国并转为中国共产党，前往新疆星星峡参与援救西路军突围人员；在特殊情况下参与创办新疆“新兵营”，任政治处主任。1940年回延安，任中共中央社会部一室主任，从事国际共运联络工作。中共七大列席代表。
1946年，担任北平军事调处执行部中共代表团秘书处处长。1947年，任东北局社会部副部长兼旅大区党委委员。
中华人民共和国成立后，担任军委驻天津办事处主任，军委联络部天津局局长。1950年，首任中华人民共和国驻瑞士公使，后两国升级外交等级，1956年5月，升任驻瑞士大使。1959年2月归国，任中央调查部副部长，1959年8月至1965年3月任国务院副秘书长。第二、三届全国人民代表大会代表。1965年秋任全国人民代表大会常务委员会副秘书长。1972年1月至1979年11月任外交出版局局长。1973年8月至1982年4月任中央对外联络部副部长。十届和第十一届中国共产党中央委员会委员。1982年4月至1985年12月任中央对外联络部顾问。十二大当选中央顾问委员会委员（任职至1985年9月中共全国代表会议）。